# Rebel Inc.
Rebel Inc. — стратегічна комп'ютерна гра, розроблена і видана Ndemic Creations для iOS 5 грудня 2018 року. Пізніше гру було портовано на Android і Windows; версію гри для персональних комп'ютерів було випущено під назвою Rebel Inc: Escalation. Ціль гри — стабілізувати регіон, не давши повстанцям захопити владу.

## Ігровий процес
Дана гра зачіпає доволі важливу тему — політичні конфлікти. По сюжету гри в одній із вигаданих областей завершилася війна. Гравець грає за губернатора, якого призначив тимчасовий уряд, а для перемоги потрібно стабілізувати регіон.
Гра поділяється на мирний та військовий час. Спочатку гравцю на виділений щомісячний бюджет потрібно впроводжувати громадські ініціативи або нові реформи (якщо гравець грає за генерала, можна також зайнятися підготовкою армії).
У грі присутні механіки інфляції та корупції. Інфляція може як зростати, так і падати залежно від впливу вартості ініціатив. Корупція зменшує рівень підтримки, тому з нею бажано боротися.
Через певний час з'являються повстанці. Після чого вони будуть нападати на зони і будувати приховані табори. Для боротьби з ними гравцю доведеться наймати армію і проводити військові реформи. Якщо репутація впаде до нуля, ви зазнаєте поразки.

### Національні війська
Солдати поділяються на два класи — підрозділи коаліції (сині) та національна армія (зелені). Громадяни можуть бути незадоволені тривалою присутністю іноземних військ, тому гравцю доведеться знаходити баланс між більш слабкими (на початку гри) солдатами національної армії та ефективною, але неприємною серед населення, найманою армією.
Національні війська представляють собою солдат, які служать в рядах армії країни. Вони гірше озброєні та менш маневрені, ніж армія коаліції. Національні війська мають необмежений термін служби, але їхня підготовка буде довшою.
Війська коаліції більш маневрені у порівнянні з національними військами, але в них є мінуси у вигляді обмеженого терміну служби та невдоволення громадян іноземними солдатами.

### Повстанці
Повстанська армія з прихованими таборами (в яких навчають новобранців) намагається встановити контроль над регіоном шляхом захоплення провінцій

## Розробка і випуск
За словами головного розробника гри Джеймса Вогана, Rebel Inc. багато в чому натхненна подіями в Афганістані, а також численними іншими подіями, включаючи колумбійський мирний процес з ФАРК. Основна ідея під час створення полягала в тому, щоб оточити противника, якщо ж гравець цього не робить — повстанці втечуть. Перед створенням гри її головний розробник спілкувався з різними політиками, читав літературу на політичні теми.
Спочатку гру було випущено 5 грудня 2018 року для платформи iOS. 11 лютого 2019 року відбувся вихід версії для пристроїв Android. 15 жовтня 2019 року в дочасний доступ вийшла версія для персональних комп'ютерів Windows, яка отримала назву Rebel Inc: Escalation. Вихід повної версії було заплановано на кінець 2020 року, а покращеннями для даної версії заявлено сюжетну кампанію, мультиплеєр, кооператив, підтримку Steam Workshop, покращену графіку та інше.

## Критика
Оглядач 148Apps Кемпбелл Берд охарактеризував гру як захоплююче переосмислення ідей Plague Inc., однак, відмітивши, що гра швидко починає повторюватися: знайшовши правильну стратегію, гравець може відтворювати її кожен раз, щоб завжди досягати успіху. Дік Пейдж з сайту pockettactics.com вказував, що гра може спочатку здаватися складною для розуміння, і що злободенні політичні теми в ній спрощені та пом'якшені, однак все одно вважав, що Rebel Inc. приносить глибоке внутрішнє задоволення, а її основний посил про відновлення зруйнованої війною країни — доречний і навіть необхідний у сучасному світі.